# Sungai Bunut
Sungai Bunut is een bestuurslaag in het regentschap Musi Rawas van de provincie Zuid-Sumatra, Indonesië. Sungai Bunut telt 572 inwoners (volkstelling 2010).